# Existência de Deus
Argumentos contra e a favor da existência de Deus têm sido propostos por filósofos, teólogos, cientistas e outros pensadores ao longo da história. Em termos filosóficos, tais argumentos envolvem principalmente a epistemologia e a ontologia. Os argumentos para a existência de Deus normalmente incluem questões metafísicas, empíricas, antropológicas, epistemológicas ou subjetivas. Os que acreditam na existência de uma ou mais divindades são chamados de teístas, os que rejeitam a existência de deuses são chamados ateus.
A discussão filosófica no ocidente da existência de Deus começou com Platão e Aristóteles, que formularam argumentos que hoje podem ser classificados como cosmológicos. Mais tarde, Epicuro formulou o problema do mal: se Deus é onipotente, onisciente e benevolente, por que o mal existe? O campo da teodiceia surgiu a partir de tentativas para responder a esta pergunta. Outros argumentos a favor da existência de Deus foram propostos por Santo Anselmo, que formulou o primeiro argumento ontológico e Tomás de Aquino, que apresentou suas próprias versões do argumento cosmológico (o argumento Kalam e a primeira via, respectivamente), Descartes que disse que a existência de um Deus benevolente era logicamente necessária, e Immanuel Kant, que argumentou que a existência de Deus pode ser deduzida a partir da existência do bem. Pensadores que forneceram argumentos contra a existência de Deus incluem David Hume, Nietzsche e Bertrand Russell. Na cultura moderna, a questão da existência de Deus tem sido discutido por cientistas como Stephen Hawking, Richard Dawkins, John Lennox e Francis Collins assim como os filósofos, incluindo Daniel Dennett, Richard Swinburne, William Lane Craig, Michael Tooley e  Alvin Plantinga.
Alguns ateus afirmam que os argumentos para a existência de Deus fornecem justificação insuficiente para acreditar. Além disso, outros afirmam que é possível contestar afirmativamente a existência de Deus, ou de certas características tradicionalmente atribuídas a Deus como a perfeição.

## Definição de Deus
Existem diferentes definições para Deus, no teísmo clássico, Deus é caracterizado como o ser metafisicamente final (primeiro, atemporal, absolutamente simples e que é desprovido de quaisquer qualidades antropomórficas).
Apesar da extensa escrita sobre a natureza de Deus, esses teístas clássicos não acreditavam que Deus poderia ser definido. Por outro lado, muito do pensamento religioso oriental (principalmente panteísta) postula Deus como uma força contida em cada fenômeno que se possa imaginar. Por exemplo, Baruch Spinoza e seus seguidores usam o termo Deus em um sentido filosófico particular onde o Deus é definido como as substâncias e princípios essenciais da natureza.
A discussão da existência de Deus foca-se principalmente em argumentar contra ou a favor da realidade de um Deus teísta. O principal Deus contemporâneo nessa categoria é Javé(Yahweh, ou Yehovah que é uma convenção acadêmica para o hebraico יהוה, transcrito em letras romanas como YHWH) adorado pelos cristãos e judeus, também chamado de Alá pelos islâmicos.

### Ignosticismo
Ignosticismo ou igteísmo é uma posição teológica, a partir da qual todas as outras posições teológicas, incluindo o agnosticismo, presumem demais sobre o conceito de Deus, sua existência e outros conceitos teológicos. A palavra "ignosticismo" foi cunhada por Sherwin Wine, rabino e uma figura base para o Judaísmo humanístico.

### O problema do sobrenatural
Um problema levantado pela questão da existência de Deus é que as crenças tradicionais geralmente atribuem a Deus várias poderes sobrenaturais. Um ser sobrenatural pode ser capaz de se esconder e revelar-se para seus próprios fins, como por exemplo, no conto de Baucis e Filemon. Além disso, de acordo com conceitos de Deus, ele não faz parte da ordem natural, ele é o criador final da natureza e das leis científicas. Assim, em aristotelismo, Deus é visto como parte da estrutura explicativa necessária para suportar as conclusões científicas, e quaisquer poderes que Deus possui são, estritamente falando, a ordem natural, isto é, derivado do lugar de Deus como originador da natureza.
O argumento propõe que a existência de Deus é autoevidente a lógica, dependendo da formulação, lê-se aproximadamente as seguintes:
- Existe na mente de todo homem a ideia de um ser que não se pode pensar outro maior
- Existir só na mente é menos perfeito do que existir na mente e também na realidade (a existência é uma das qualidades da perfeição)
- Se o ser maior do que o qual não se pode pensar outro só existisse na mente seria menor do que qualquer outro que também existisse na realidade
- Logo, o ser do qual não se pode pensar outro maior deve existir também na realidade (existência real necessária), logo conclui-se que existe Deus e esse ser é o mais perfeito de todos

Defenderam esta tese com argumentos distintos São Boaventura, Duns Scoto, Descartes, Leibniz, Hegel, Isaac Newton quando citou a mecânica celeste ou gravitação universal, Karl Bath, N. Malcom. Rejeitaram o argumento ontológico Tomás de Aquino, David Hume, Immanuel Kant, entre outros.
Tomás de Aquino criticou o argumento por propor uma definição de Deus. Se Deus é transcendente, deveria ser impossível para os seres humanos o defini-lo.
Uma versão mais sofisticada do argumento foi proposta recentemente pelo grande filósofo Alvin Plantinga, que pretende, por meio da semântica de mundos possíveis, demonstrar a existência de Deus.

### As cinco provas de Tomás de Aquino
Tomás de Aquino, em sua obra "Suma Teológica" defende que Deus é o princípio e o fim de todas as coisas e que, fazendo apenas o uso da luz natural da razão a partir das coisas criadas. Pelas cinco provas de Tomás de Aquino (também chamadas de cinco vias de Tomás de Aquino), a defesa pela existência de Deus acontece por meio da razão e sem recorrência a argumentos de natureza dogmática, para isto propõe cinco vias de demonstração de natureza exclusivamente filosófico-metafísica.
As cinco vias são provas a posteriori, que têm como ponto de partida as criaturas enquanto entes causados para se atingir como termo de chegada a necessidade da existência de Deus; são demonstrações metafísicas (causalidade do ser) e não científico-positivas (causalidade dos fenômenos), mesmo partindo da experiência sensível e, aplicando o princípio da causalidade, mostram ser impossível se proceder ao infinito na cadeia de causas.
- Primeiro Motor Imóvel[6]

O argumento do primeiro motor imóvel, termo criado por Aristóteles, afirma que, a partir de nossa experiência de movimento no universo (movimento sendo a transição da potência ao ato), podemos ver que deve ter havido um motor inicial. Aquino argumentou que o que está em movimento deve ser posto em movimento por uma outra coisa, por isso não deve ser um motor imóvel.
- Causa Primeira ou Causa Eficiente[6]

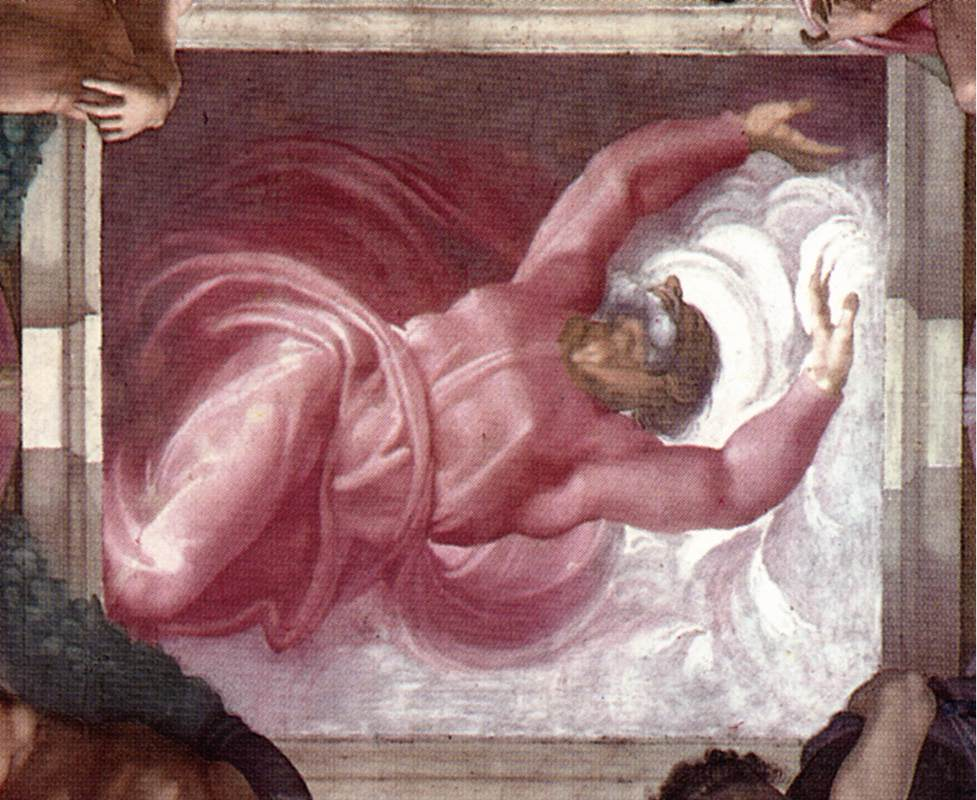
Deus separa as trevas da luz, por Michelangelo, Capela Sistina, século XVI

Decorre da relação "causa-e-efeito" que se observa nas coisas criadas. Não se encontra, nem é possível, algo que seja a causa eficiente de si próprio, porque desse modo seria anterior a si próprio: o que é impossível. É necessário que haja uma causa primeira que por ninguém tenha sido causada, pois a todo efeito é atribuída uma causa, do contrário não haveria nenhum efeito pois cada causa pediria uma outra numa sequência infinita e não se chegaria ao efeito atual. Logo é necessário afirmar uma Causa eficiente Primeira que não tenha sido causada por ninguém.
- Ser Necessário e Ser Contingente[6]

Existem seres que podem ser ou não ser, chamados de contingentes, isto é cuja existência não é indispensável e que podem existir e depois deixar de existir. Todos os seres que existem no mundo são contingentes, isto é, aparecem, duram um tempo e depois desaparecem. Mas, nem todos os seres podem ser desnecessários, caso contrário o mundo não existiria. Alguma vez nada teria existido, logo é preciso que haja um Ser Necessário que fundamente a existência dos seres contingentes e que não tenha a sua existência fundamentada em nenhum outro ser.
Igualmente, tudo o que é necessário tem a causa da sua necessidade noutro. Aqui também não é possível continuar até o infinito na série das coisas necessárias que têm uma causa da própria necessidade. Portanto, é necessário afirmar a existência de algo necessário por si mesmo, que não encontra em outro a causa de sua necessidade, mas que é causa da necessidade para os outros: O que todos chamam Deus.
Do Nada não surge e nem advém o Ser. Como se observa que as coisas existem, não pode ter havido um momento de Nada Absoluto, pois daí não se brotaria a existência de algo ou coisa alguma.
- Ser Perfeito e Causa da Perfeição dos demais[6]

Verifica-se que há graus de perfeição nos seres, uns são mais perfeitos que outros, o universo está ontologicamente hierarquizado (seres racionais corpóreos, animais, vegetais e inanimados), qualquer graduação pressupõe um parâmetro máximo, logo deve existir um ser que tenha este padrão máximo de perfeição e que é a Causa da Perfeição dos demais seres.
- Inteligência Ordenadora[6]

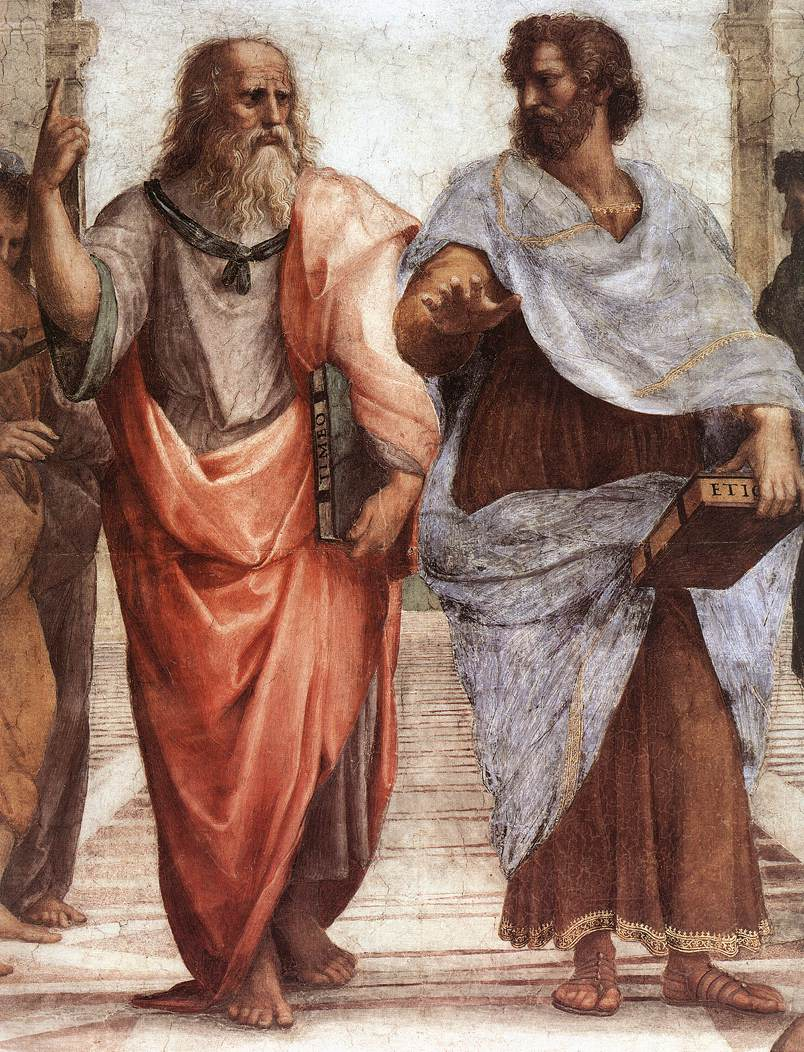
Platão e Aristóteles (por Rafael Sanzio, 1509) concluíram pela necessidade da existência de uma inteligência ordenadora do universo.

Existe uma ordem admirável no Universo que é facilmente verificada, ora toda ordem é fruto de uma inteligência ordenadora, não se chega à ordem pelo acaso e nem pelo caos, logo há um ser inteligente que dispôs o universo na forma ordenada. Com efeito aquilo que não tem conhecimento não tende a um fim, a não ser dirigido por algo que conhece e que é inteligente, como a flecha pelo arqueiro. Logo existe algo inteligente pelo qual todas as coisas naturais são ordenadas ao fim, e a isso nós chamamos Deus.
Há uma ordem em todos os seres, o menor vegetal, por exemplo, tem órgãos para cada função ordenados para a preservação da espécie. Esta ordem pressupõe uma Inteligência ordenadora, pois a ordem não vem do caos e nem do acaso. Da mesma forma as letras de um livro não são colocadas ao acaso. Logo a ordem existente no mundo prova a existência de uma Inteligência que ordenou todas as coisas nos mínimos detalhes. É necessário que exista uma Inteligência Suprema que tenha ordenado o Universo criado.

### O Mal no Mundo
A existência do "mal" tem sido usada como argumento para a inexistência, ou pelo menos, da incongruência da existência de Deus. Epicuro adianta: "Quererá [Deus] impedir o mal, mas não é capaz? então é impotente. Será que é capaz, mas não o deseja? então é malévolo. Terá tanto o desejo como a capacidade? então porque é que existe o mal?".
Em relação a estes argumentos, Santo Tomás explica que "Deve-se dizer como Santo Agostinho: 'Deus soberanamente bom, não permitiria de modo algum a existência de qualquer mal em suas obras, se não fosse poderoso e bom a tal ponto de poder fazer o bem a partir do próprio mal'. Assim, à infinita bondade de Deus pertence permitir males para deles tirar o bem".
"O mal é ideia do homem, não de Deus. Ele, que deu ao homem o livre-arbítrio e pôs em marcha o Seu plano para a humanidade, não interfere continuamente para tirar ao homem o dom da liberdade. Se o inocente e o justo têm de sofrer a maldade dos maus, a sua recompensa no final será maior, os seus sofrimentos serão superados com sobra pela felicidade futura".
O mal, ou infortúnio, decorre do fato da criatura ser limitada e imperfeita, porque dele pode tirar um bem maior: aprendizados que geram novas virtudes e méritos pela superação das condições adversas. Assim, o mal teria a função de ensinar aos homens os seus próprios limites, corrigindo e reordenando a criatura pela aplicação de provas e expiações.
A existência do mal no mundo também tem sido usada para corroborar o argumento da lei moral para a existência de Deus.

### Imagem e semelhança de Deus
A existência de deficiências físicas nos humanos, ou a presença de órgão vestigiais têm sido usados como argumentos contra a existência de Deus, no entanto, segundo São Tomás de Aquino e Santo Agostinho de Hipona, deve-se dizer que o homem é a imagem de Deus, não segundo seu corpo, mas segundo aquilo pelo que o homem supera os outros animais. O homem é superior aos outros animais pela razão, pelo intelecto, mas principalmente pelo Espírito de Deus, que habita no homem e se encontra nele perfeito no momento de sua concepção. Portanto, é segundo o intelecto e a razão, que são dons do Espírito Santo de Deus, que é incorpóreo, que o homem é a imagem de Deus.

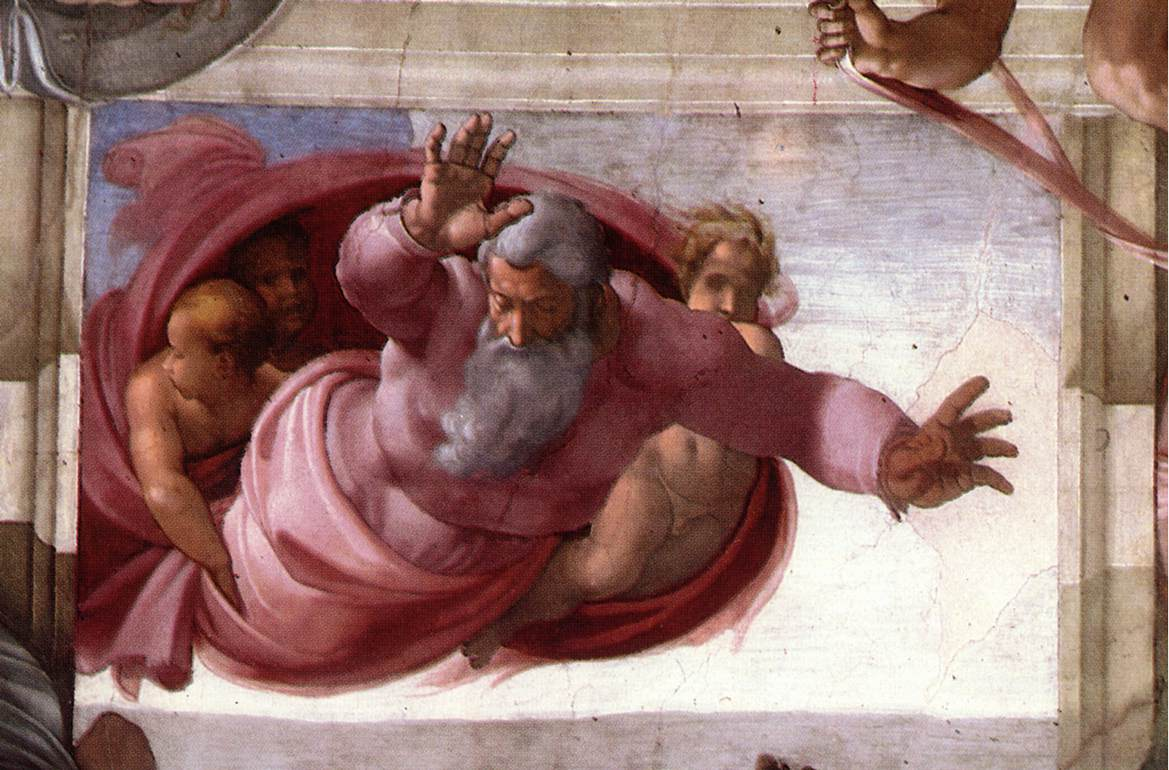
Separação da terra das águas, Michelangelo, Capela Sistina, Vaticano.

### Argumento da existência do universo
O mundo exige uma causa de si, que se chama Deus. Não há efeito sem causa. Todo o ser que começa a existir tem uma causa. O universo tem um grau de complexidade superior a qualquer obra humana conhecida. Logo não se pode admitir que tenha aparecido sem que um Ser lhe tenha dado a existência. Assim como a existência de um edifício pressupõe a existência de um arquiteto, ou a de um quadro a do pintor. Esse Ser chama-se Deus.

### Argumento da Lei Moral
Dá-se o nome de Lei Moral ao conjunto de preceitos que o homem descobre na sua consciência e que o fazem distinguir o bem do mal, o certo do errado, o justo do injusto e o impelem a praticar o bem e a evitar o mal. A lei moral, segundo os teólogos Ricardo Sada e Pablo Arce, teria três condições:
1. Obriga a todos os homens, por exemplo prescreve-lhes o respeito à vida e à propriedade alheia, proíbe o assassinato e o roubo.
2. É superior ao homem, ninguém pode mudá-la ou revogá-la, por exemplo, ninguém poderá fazer com que o estupro de uma criança seja algo bom.
3. Obriga em consciência,[13] isto é quando a cumprimos, sentimos a satisfação do dever cumprido; quando a transgredimos, mesmo que às ocultas, sentimos remorsos.[14] A lei moral supõe um legislador que atenda a estas três condições, que seja superior ao homem, que possa obrigar a todos e que lhes possa ler na consciência, a este legislador chamamos Deus.

### Argumento Psicológico
Conhecido também como argumento eudemonológico, funda-se na afirmação de Agostinho de Hipona: «Criaste-nos para vós, Senhor, e o nosso coração anda inquieto enquanto não descansar em Vós» (Confissões). Funda-se na constatação de que todo homem busca a felicidade e que esta felicidade plena e eterna não dura, se alcançada, e mesmo quando alcançada, não dura, pois um dia chega a morte. Logo deve existir um bem cuja posse seja capaz de dar ao homem a felicidade infinita e eterna que tanto busca.

### Argumento Histórico
Cícero, senador romano, parte da constatação da universalidade do fenômeno religioso. Não se tem notícia de sociedade humana que não tivesse culto à divindade, este grande consenso histórico e quase universal tem grande probabilidade de ser retrato da realidade existente.

### Conhecimento de Deus por analogia

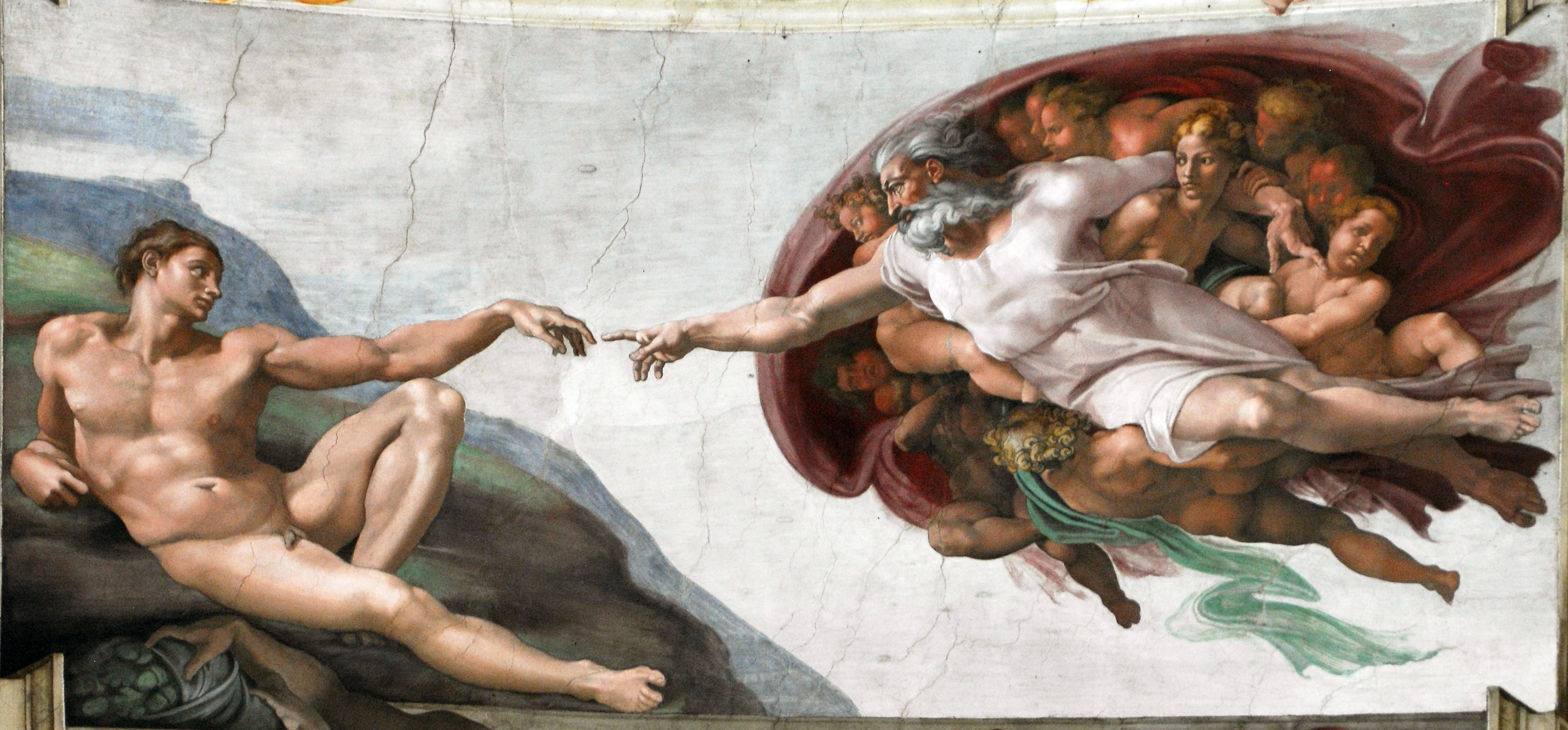
A criação de Adão, por Michelangelo, Capela Sistina, Vaticano

A partir do conhecimento das criaturas pode-se atribuir a Deus todas as perfeições que nelas se encontram e as que se pode conceber, bem como nele negar tudo o que as criaturas têm de limitado e imperfeito.
Assim, são atributos de Deus, segundo Santo Tomás:
- Unidade - é indivisível (tanto em ato como em potência), não possui composição alguma;
- Unicidade - é único, não pode haver mais que um Deus, a onipotência de um comprometeria a do outro;
- Suprema perfeição - "perfeito é aquilo que está totalmente feito". Todas as perfeições das criaturas (efeitos) se encontram em Deus de modo indiviso e em grau eminente (causa);
- Beleza suprema - é a suprema harmonia de todas as perfeições criadas e o seu conhecimento é a máxima felicidade possível;
- Simplicidade - não é composto de partes, o que implica que não tem corpo e nem partes de nenhuma espécie;
- Imensidade - não está sujeito a espaço, pode estar em todos os lugares sem estar circunscrito a eles;
- Infinidade - é infinito, tem todas as perfeições em grau máximo e ilimitado. Se pudesse ser aperfeiçoado não seria Deus e sim aquele que Lhas desse (Summa contra os Gentios, Capítulo 15);
- Imutabilidade - não está sujeito a mudanças nem no seu Ser e nem nos seus desígnios;
- Eternidade - não teve princípio e não terá fim, sempre existiu e não deixará de existir;
- Onisciência - possui inteligência, sabedoria e entendimento ilimitados, tudo sabe e tudo conhece;
- Onipotência - a vontade de Deus é onipotente, não tem limites, e é perfeitamente boa e justa. Sendo infinitamente justo retribui a cada um segundo as suas obras;
- Onipresença - tem a capacidade da ubiquidade, pode estar em todos os lugares e, mais do que estar num lugar, dá a existência ao próprio lugar;
- Suprema bondade - Deus é a bondade infinita. Quanto mais perfeito é um ser tanto mais é desejável, Deus é o mais desejável dos seres é o Bem Supremo;
- Sabedoria - é mais que sábio, é a própria Sabedoria ilimitada;
- Santidade - é infinitamente santo e belo e fonte de toda a beleza e santidade
- Misericordioso - Deus é todo misericórdia, perdoa tantas vezes quantas nos arrependemos;
- Transcendência - não se confunde com o mundo, está fora do mundo e acima da realidade material (Summa contra os Gentios, capítulo 17).

### Conhecimento divino e liberdade humana
Que Deus saiba quais os atos o homem praticará não implica dizer que Ele seja a causa destes atos; pelo contrário, é a decisão do homem de praticar o ato que permite que Deus saiba que ele será praticado. Da mesma forma, quando o serviço de meteorologia prevê a ocorrência de um tornado amanhã, esta previsão não o torna a causa do tornado. Ao contrário, aquilo mesmo que fará com que haja a tempestade amanhã é que proporciona ao meteorologista a base da sua previsão.

## Argumentos pela inexistência de Deus
Cada um dos seguintes argumentos visa a demonstração de que um subconjunto específico de deuses não existem (mostrando-lhes como inerentemente sem sentido, contraditório, ou em desacordo com os fatos científicos e históricos conhecidos) ou que não há razão suficiente para acreditar neles.

### Argumentos empíricos
- O argumento das revelações inconsistentes contesta a existência da divindade chamada Deus, como descrito nas escrituras, tais como o Tanakh, a Bíblia cristã, o Alcorão muçulmano, o Vedas hindu, o Kitáb-i-Aqdas ou o Livro de Mórmon, identificando aparentes contradições entre as diferentes escrituras, dentro de uma única escritura, ou entre escritura e fatos conhecidos. Para ser eficaz, este argumento requer que o outro lado sustente que o seu registro bíblico é inerrante, ou que pelo menos afirme que uma compreensão adequada das Escrituras dê origem ao conhecimento da existência de Deus.
- O problema do mal contesta a existência de um Deus que é onipotente e benevolente, argumentando que tal deus não deve permitir a existência do mal ou sofrimento.
- O destino dos incultos: pessoas que nunca ouviram falar de uma determinada revelação podem ser severamente punidas por não seguir seus ditames.
- O argumento da descrença contesta que, se Deus existe (e quer que a humanidade saiba disso), ele criaria uma situação em que cada pessoa sensata acreditaria nele. No entanto, existem muitos incrédulos sensatos e, portanto, este fator pesa contra a possibilidade da existência de Deus.
- A analogia do bule de chá de Russell argumenta que o ônus da prova para a existência de Deus encontra-se com o teísta e não com o ateu. A analogia pode ser considerado uma extensão da Navalha de Occam.

### Argumentos dedutivos
- O paradoxo da onipotência sugere que o conceito de uma entidade onipotente é logicamente contraditório, considere uma pergunta como: "Deus pode criar uma pedra tão grande que ele não pode movê-la?" ou "Se Deus é todo-poderoso, Deus poderia criar um ser mais poderoso do que a si mesmo?"(Assumindo-se o pressuposto que ele existe, pois de semelhante forma o "paradoxo" foi criado, essa pergunta pode ser respondida com outro questionamento, qual o propósito de Deus criar algo que ele não possa suportar? O fato de Deus não fazer algo que ele não possa suportar não significa que ele não possa fazer tudo, significa que Deus tem critérios para exercer seu poder)
- O paradoxo da onisciência mostra um ângulo diferente do paradoxo da onipotência. "Se Deus é onipotente, então ele deve ser capaz de mudar o futuro para um "futuro alternativo" que é desconhecido para ele, entrando em conflito com sua onisciência" Da mesma forma, um Deus onisciente saberia a posição de todos os átomos no universo ao longo de seus ~14 bilhões de anos, bem como o seu futuro infinito. Para saber disso, a memória de Deus precisa ser maior do que o conjunto infinito de possíveis estados do universo atual. Entretanto assumindo o conceito de que Deus ser onipotente, significa que ele tem todo o poder mas tem critérios para exerce-lôs, por conseguinte criar algo que contraria sua própria existência (assumindo que ele é onisciente) desconstrói este primeiro paradoxo. Além disso assumindo por hipótese que o universo é infinito por não conseguirmos medir o seu tamanho e por estar em constante expansão, temos que, existem infinitos maiores que outros infinitos, por exemplo, em teoria de conjuntos.
- O problema do inferno é a ideia de que a condenação eterna por ações cometidas numa existência finita contradiz a benevolência ou a onipresença de Deus. Porém tendo a ciência de que a benevolência é baseada na moral, onde cada indivíduo constrói a sua moral, consequentemente a contradição é inexistente.
- O argumento da incoerência ou das propriedades incompatíveis contesta a existência de um deus onisciente com livre-arbítrio, ou que tenha atribuído as mesmas propriedades as suas criações, argumentando que as duas propriedades são contraditórias. De acordo com o argumento, se Deus realmente conhece o futuro, a humanidade está destinada a corroborar com o seu conhecimento do futuro e não terá o livre-arbítrio para se desviar dele. Portanto, o nosso livre arbítrio contradiz um Deus onisciente.(
- Um contra-argumento contra o argumento cosmológico ("ovo ou a galinha") leva a suposição de que as coisas não podem existir sem os criadores e aplica-o a Deus, levando a uma regressão infinita. Isso ataca a premissa de que o universo é a segunda causa (depois de Deus, que é reivindicada a ser a primeira causa).
- Não-cognitivismo teológico, como o usado na literatura, geralmente procura refutar o conceito de Deus, mostrando que é inverificável através de testes científicos.

### Argumentos indutivos
- O argumento de "nenhuma razão" tenta mostrar que um ser onipotente e onisciente não teria qualquer razão para agir, especificamente através da criação do universo, porque ele não teria necessidades ou desejos, sendo que esses mesmos conceitos são subjetivamente humanos. Sendo que o universo existe, existe uma contradição, portanto, um Deus onipotente não pode existir.

### Argumentos subjetivos
- O argumento das religiões conflitantes observa que muitas religiões dão diferentes relatos sobre o que é Deus e o que Deus quer.
- O argumento da decepção afirma que quando se pede algo a Deus, e não há nenhuma ajuda visível, não há nenhuma razão para acreditar que existe um Deus.

### Ônus da prova
No meio científico, é notório que através do método científico nota-se a impossibilidade de provar a existência de deus(es). Mesmo tendo-se a possibilidade de sua existência diante de tais circunstâncias, é improvável que o homem conheça sobre algo a respeito diante da impossibilidade de conhecimento sobre deus(es). Então, com ênfase na lógica racional, seria obviamente plausível ausentar, com todas as chances de certeza, a impossibilidade da existência de deus(es), diante da impossibilidade de conhecimento a respeito da existência do(s) mesmo(s). Tampouco deve-se então evidenciar a existência de deus(es) diante da ausência de evidência(s), pois essa é uma premissa inválida a rigores do método científico. Então seria inválida nitidamente uma teoria que ao menos possibilita a existência de deus(es); logo pode-se concluir que é improvável que deus(es) exista(m).

### Argumento da incoerência ou das propriedades incompatíveis
Uma versão popular do argumento das propriedades incompatíveis questiona a possibilidade de um Deus ser ao mesmo tempo onisciente e onipotente. Um Deus onisciente, que tem todo o conhecimento acerca dos acontecimentos futuros, é impotente para mudá-los, visto que este futuro (que já é conhecido de antemão) já está determinado. Embora o cristianismo aponte que o ser humano possui livre arbítrio, o futuro não pode ser alterado.

### Argumento da imaterialidade
Existem aqueles que creem que se não conseguimos ver, medir ou testar Deus de nenhuma forma rigorosa com métodos físicos e experimentais, possivelmente ele não existiria. Qualquer coisa para existir necessitaria ter existência no espaço-tempo. Até o momento Deus não foi medido através de qualquer equipamento científico desenvolvido pelo homem, assim como a consciência não pôde ser localizada em uma parte do cérebro. Esse argumento, porém pressupõe o naturalismo metodológico o que como um argumento o torna claramente uma petição de princípio, muito embora, possa ainda ser usado num contexto onde ambas partes concordem com uma metafísica mecanicista, caso não, aquele que o utiliza também deve justificar o porquê crer que assim seja (realidade una e material).

### Argumento da Evolução Darwiniana
A evolução Darwiniana fornece explicação para a complexidade dos seres vivos, que ocorreria sem nenhuma necessidade de intervenção divina.
O Darwinismo, todavia, não se propõe a "provar" a não existência de Deus, mas tenta apenas explicar a grande diversidade das espécies pelo mundo com base meramente no que é observado na natureza. Tanto é assim que, segundo Francis S. Collins, Darwin concluiu a obra A Origem das Espécies com o seguinte texto: "Há uma grandeza nessa visão da vida, com seus vários poderes, tendo ela sido lançada como o sopro da vida originalmente pelo Criador em poucas formas ou em uma; e que, enquanto este planeta vinha orbitando de acordo com a lei da gravidade estabelecida, a partir de um início tão simples, inúmeras formas, cada vez mais belas e maravilhosas foram, e continuam, evoluindo". Esse discurso, ao admitir a possibilidade de existir um "Criador", é totalmente incompatível com a intenção de provar a não existência de Deus.

### Argumento da improbabilidade
Não se tem como provar cientificamente a existência de um ser que, caso exista, extrapolaria o espaço-tempo perceptível ao homem e aos equipamentos por este criado. O único meio de pesquisa e estudo das demais dimensões que constituem o universo só pode se dar através de conceitos de física, de filosofia e de fórmulas matemáticas, que são todas imateriais. Devido a isto, pela impossibilidade de medir Deus através de instrumentos científicos, muitos declaram a inexistência de Deus. A critica desse argumento é do fato de que também não existem maquinas que possam visualizar sonhos humanos e nem entender o seu funcionamento completo em nenhuma parte da física e química, alem do fato de em estados de sonho lucido pode passar dias numa dimensão imaterial e a "volta" para "vida real" seria apenas poucos minutos que passariam. Mas é uma crítica sem fundamentos já que se pode medir a atividade cerebral durante o sono com equipamentos e analisar a química que ocorre no cérebro e forma tais ilusões chamadas "sonhos".
Outra crítica referente ao argumento é que por algo ser desconhecido não significa necessariamente que inexiste, os que usam desta crítica fazem uma analogia com os átomos, que não eram conhecidos e nem detectáveis há 5000 anos, mas mesmo assim existiam.

### Segundo Argumento da Incoerência
Este argumento prende-se no fato da existência de certas incoerências nas qualidades de Deus. Por exemplo, se Deus é omnipotente, ele poderia criar uma pedra tão pesada que nem mesmo ele poderia erguer. Se não a conseguisse erguer, deixaria de ser omnipotente. Mas se ele é omnipotente, então ele deveria ter força suficiente para erguer qualquer peso. No entanto, se não conseguisse criar tal pedra, deixaria de ser omnipotente. Isto é claramente um paradoxo, como o paradoxo é uma afirmação que nega a si mesma então Deus não pode ser omnipotente.
Se Deus é omnisciente, então ele sabe tudo sobre o nosso passado, o nosso presente e o nosso futuro. Sabe o que já fizemos e o que vamos fazer (apesar de nos conceder livre-arbítrio). Se sabe, então o livre-arbítrio não faz qualquer sentido, e não há razão para não nascermos logo no paraíso ou no inferno. Se não conhece as nossas ações futuras, então Deus não é nem omnisciente nem omnipotente. Outro paradoxo e como tal entra em conflito com a verdade.

## Posicionamento da comunidade científica
A comunidade científica tende a distanciar-se de uma corroboração ou refutação de Deus. Atualmente não existe nenhuma prova científica conclusiva de existência ou inexistência de Deus, o que é perfeitamente coerente com a declaração de que Deus não faz parte do escopo analítico da Ciência.
Por outro lado, individualmente, cientistas não deixam de expressar suas convicções em relação ao tema. Richard Dawkins, no seu livro "The God Delusion", discute e defende a improbabilidade de Deus existir, enquanto o diretor do Projeto Genoma Humano, Francis Collins, em seu livro "A Linguagem de Deus", defende evidências da existência divina e afirma não haver incompatibilidades entre Deus e a ciência.
Estudos apontam que uma larga maioria dos cientistas de elite (entre a NAS, Academia das Ciências dos EUA, por exemplo) de hoje sejam agnósticos ou ateus (fonte de 1998). No entanto, existem cientistas de elite da própria NAS que acreditam em Deus e são pessoas religiosas como o próprio presidente da NAS, Bruce Alberts observa: "Existem muitos destacados membros de nossa academia que são pessoas religiosas, pessoas que acreditam na evolução, entre elas muitos biólogos". Ao mesmo tempo, a própria NAS publicou um documento manifestando a opinião de que A existência ou não de Deus é uma questão para a qual a ciência é neutra ("Whether God exists or not is a question about which science is neutral"). A maior parte dos cientistas da Pontifícia Academia das Ciências e da qual fazem parte, por exemplo, dois prêmios Nobel: o físico alemão Klaus von Klitzing e o químico taiwanês Yuan Tseh-Lee acreditam na existência de Deus e consideram que fé e ciência podem conviver harmoniosamente.
Independentemente das convicções, os cientistas atuais nunca demonstraram a existência ou inexistência de Deus (até porque, como já foi afirmado, tal assunto extrapola o método científico). Não pertencendo, portanto, à alçada científica.

## Deus na fase crítica de Kant
Podemos observar duas partes na fase crítica de Kant em relação a existência de Deus e suas provas. A primeira, e mais conhecida, é a crítica ao que Kant vê como os três argumentos clássicos para a existência de Deus. A segunda é aquela onde ele estabelece o argumento moral para a fé em Deus.

### A impossibilidade de umaprova teóricade Deus
Kant divide os argumentos tradicionais para a prova de Deus nos três seguintes:
1) O argumento Ontológico, no qual a natureza necessária de Deus segue de seu próprio conceito da seguinte forma: Deus é o ser total e completamente perfeito, ele possui portanto todos os atributos, inclusive existência, dado que se ele não existir, falta-lhe algo;
2) O argumento Cosmológico, no qual a existência contingente do mundo implica a existência de um ser necessário no qual a existência se basearia (Deus);
3) O argumento Físico-Teológico, no qual a natureza ordenada e teleológica do mundo implicaria a existência de um arquiteto intencionado.
Como pode ser observado, o argumento Físico-Teológico depende da ideia de que a existência do mundo implica a existência de um ente necessário (o argumento Cosmológico), e o argumento cosmológico depende da ideia de um ente cuja existência é necessária (o argumento Ontológico). Logo, Kant aponta, uma refutação do argumento Ontológico derruba, por um nexo de necessidade, os outros dois.

### A queda do argumento Ontológico
A refutação kantiana do argumento Ontológico pode ser sintetizada na ideia de que existência não é um verdadeiro predicado. Basicamente, a frase "x existe" não realmente atribui uma propriedade analítica ao conceito de "x", mas sim simplesmente diz algo que depende da experiência sobre o objeto "x". Por exemplo, a diferença entre a frase "existem cem reais no meu bolso" e "não existem cem reais no meu bolso" não é uma de conceito, mas sim da ordenação observável, e contingente, do mundo.

### O resgate da fé
Com sua refutação dos argumentos Ontológico, Cosmológico e Físico-Teológico, Kant estabelece a impossibilidade da construção a priori de uma prova para a existência de Deus, mas isso não significa que ele não considera Deus um conceito presente e necessário na vida do indivíduo.

### O argumento Moral
Para a teoria de ética kantiana existe uma finalidade para as ações morais, o summum bonum (o maior Bem), que é composta de dois elementos: O Bem Moral, que é a virtude perfeita, e o Bem Natural, que pode ser visto como a felicidade humana proporcional à virtude.
Para Kant, a busca por um fim F só é racional caso este seja alcançável através dos meios à minha disposição. Podemos concluir assim, dado que não posso racionalmente abandonar o summum bonum como objetivo e nem racionalmente persegui-lo sem acreditar no potencial de alcançá-lo, que o indivíduo deve aceitar a crença, ou fé, de que essa finalidade moral é atingível. De tal forma, dado que o homem moral deve viver em constante progresso em direção à virtude perfeita, ele tem um fundamento prático para acreditar em uma forma de imortalidade da alma para que esse progresso possa continuar após a sua morte. E por fim, Kant considera evidente que, para que a felicidade possa ser distribuída de acordo com a virtude, dado que nós homens não conhecemos as inclinações morais dos indivíduos, deve haver uma providência consciente e justa que performe tal papel, levando o homem racional e moral à fé em Deus.